# Contemporary hit radio
Per contemporary hit radio (in acronimo CHR), talvolta considerato sinonimo di Top 40, ci si riferisce a un formato radiofonico che trasmette i brani entrati nelle classifiche di vendita.

## Caratteristiche
Perlopiù dedicato alla trasmissione di musica e con pochi momenti parlati, il CHR trasmette solitamente delle playlist includenti dai venti fino ai quaranta brani musicali più venduti del momento ed è destinato a una fascia di età giovanile. I generi trasmessi sono molto vari e spaziano dal rock, al pop, al country, all'urban, al jazz e all'hip hop.
Il CHR si diffuse negli anni ottanta dalla scissione del più generico format Top 40 godendo di grande successo. Nello stesso periodo, il format ha ampliato il raggio degli ascoltatori fino alle persone di quarantaquattro anni. Nel decennio seguente, molte stazioni radio abbandonarono il formato radio che si scisse in diverse varianti quali il CHR/pop, il CHR/Rhytmic e il CHR/hot.